# Cornèlia Salonina
Júlia Cornèlia Salonina († Mediolànum, 268) va ser una Augusta, esposa de l'emperador romà Gal·liè i mare de Valerià II, Saloní i Marinià.

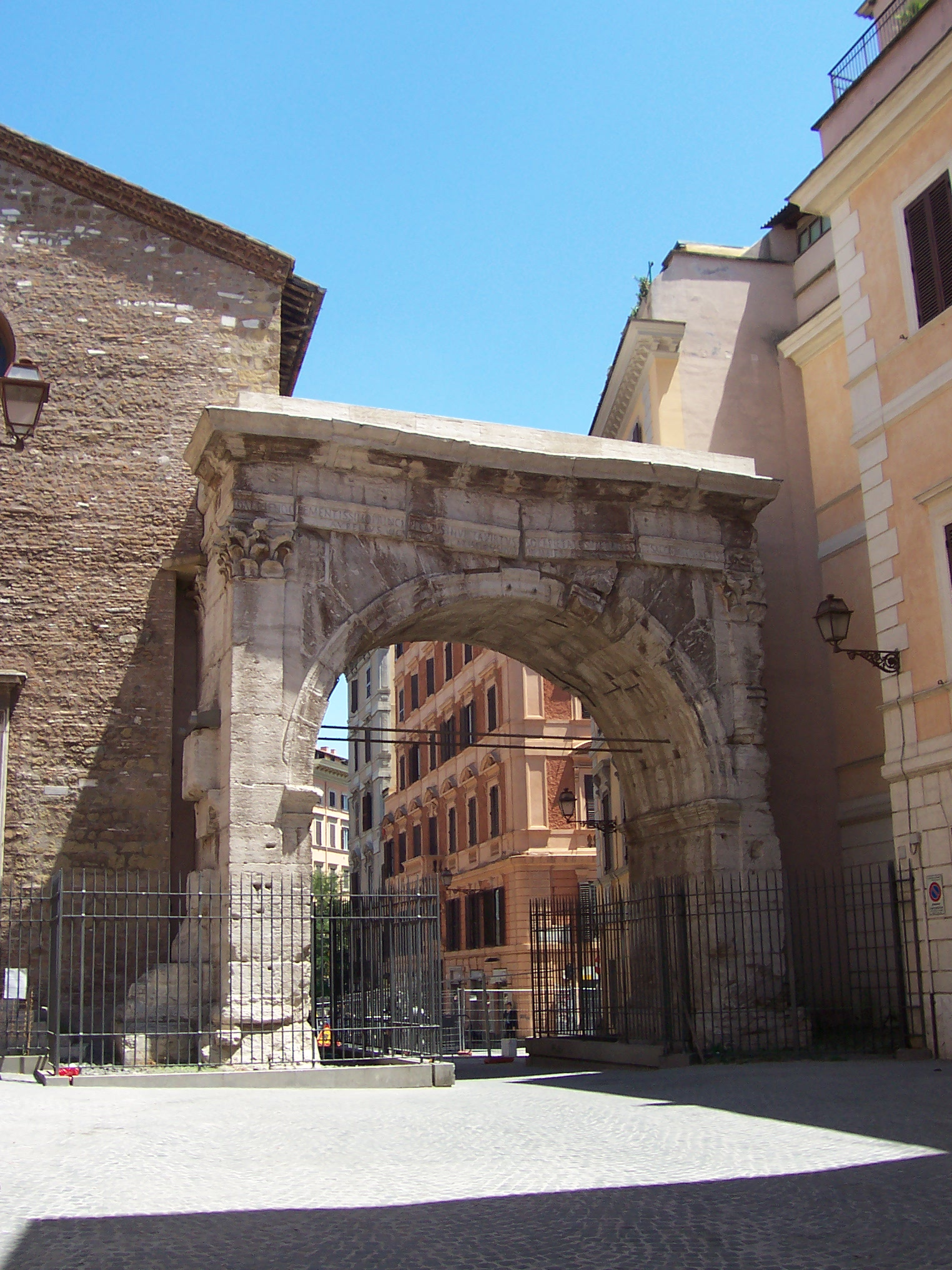
Aquest arc, una porta de les muralles servianes de Roma, va ser dedicat a Gal·liè i a SALONINAE SANCTISSIMAE AUG, «a Salonina, la més santa Augusta»

L'origen de Julia Cornelia Salonina és desconegut. D'acord amb una teoria moderna que diu que és d'origen grec, va néixer a Bitínia, llavors part de la província romana de Bitínia i el Ponto, Àsia Menor. No obstant això, hi ha cert escepticisme sobre això.
Estava casada amb Gal·liè uns deu anys abans de la seva arribada al tron. Quan el seu marit es va convertir en coemperador amb el seu pare Valerià I en 253, Cornelia Salonina va ser nomenada Augusta.
Cornelia era mare de tres prínceps, Valerià II, Saloní i Marinià. El seu destí, després de l'assassinat de Gal·liè, durant el setge de Mediolànum a 268, és desconegut. És probable es salvés o que fos executada juntament amb altres membres de la seva família, per ordre del Senat de Roma.
L'assignació de Pipa o Pipara (filla del sueu Àtal) com a esposa legitima de Gal·liè és dubtosa, ja que si el fill de Cornèlia Salonina va morir als 17 anys a la captura de Colonia Agrippina per Pòstum I el 259 (el que indicaria que el seu naixement fou vers el 242) i Zonaràs diu que va veure personalment la mort del seu marit sota les muralles de Mediolànum el 268, dada confirmada per altres autors i per les monedes, no hi ha espai per una segona dona legitima.

## Numismàtica

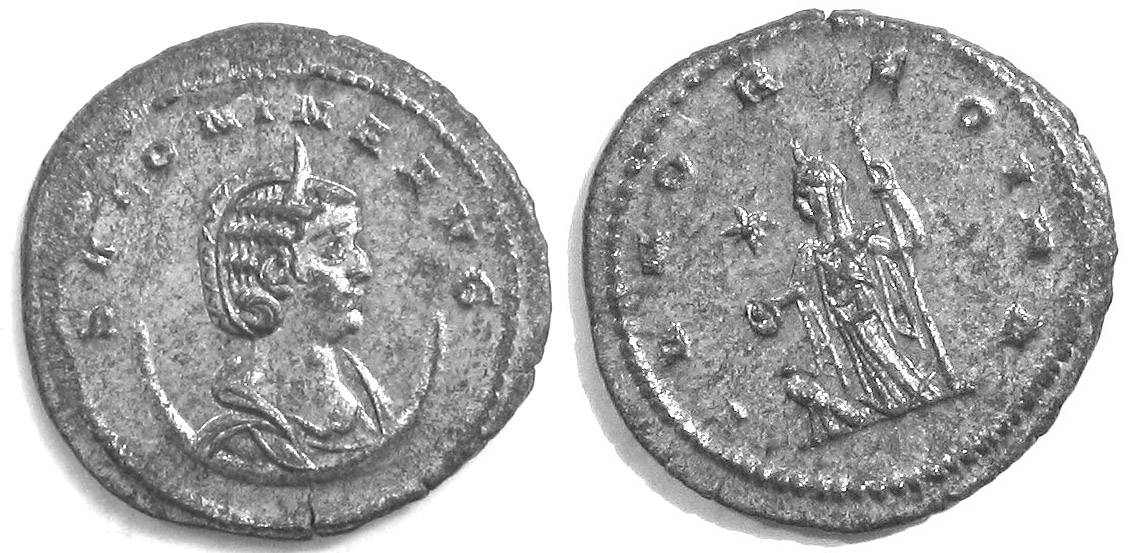
Antoninià de Cornèlia Salonina

El seu nom apareix sobre les monedes i medalles amb llegenda llatina com «Cornelia Salonina»; no obstant això, en les monedes gregues apareix amb els noms «Iulia Cornelia Salonina» (ΙΟΥ. ΚΟΡ. ΞΑΛΩΝΙΝΑ), «Publia Licinia Cornelia Salonina» (ΠΟ. ΛΙΚ. ΚΟΡ. ΞΑΛΩΝΙΝΑ) i «Salonina Chrysogona» (ΞΑΛΩΒ. ΧΡΥΞΟΓΟΝΗ. ΞΕΒ) (atribut que significa «feta d'or»).